# BWF Super Series

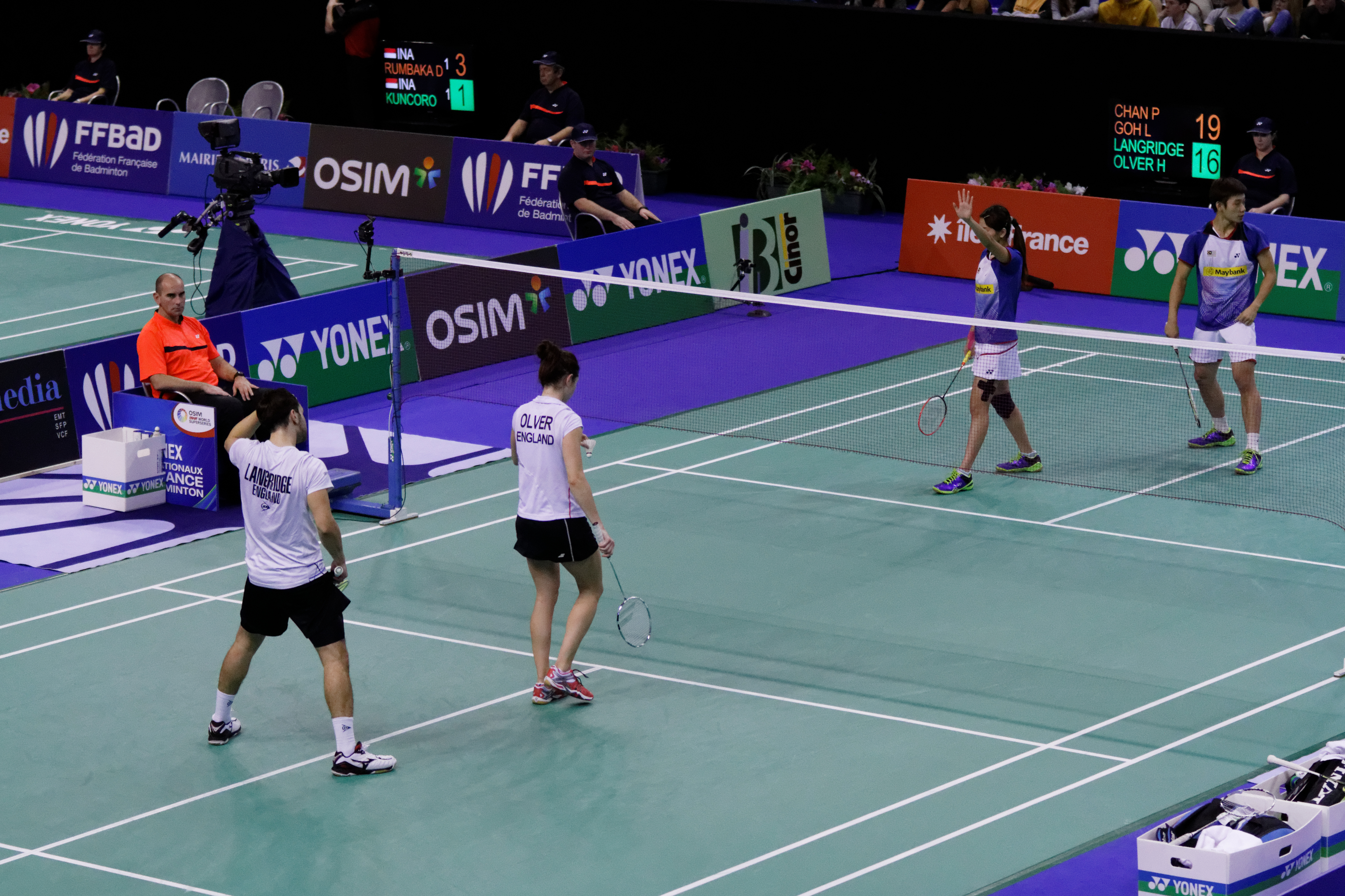
Open de France 2013

Les BWF Super Series constituent un ensemble de tournois de badminton organisés par la Fédération internationale de badminton. Cette compétition a été créée le 14 décembre 2006 et lancée en 2007 en vue d'améliorer la qualité et la visibilité de ce sport. Elle se compose de 12 opens organisés dans autant de pays différents.
Depuis 2018, les BWF Super Series ont été remplacés par les BWF World Tour.
C'est en quelque sorte l'équivalent des tournois du Grand Chelem au tennis.

## Caractéristiques des saisons 2007 à 2017

### Prix
La dotation minimale globale d'un tournoi Super Series est de 200 000 $.
Celle d'un tournoi Super Series Premier était de 350 000 $. Depuis 2014, ces tournois offrent une dotation d'au moins 500 000 $, avec une augmentation de 50 000 $ chaque année jusqu'en 2017.
Le Super Series Masters Finals offre quant à lui une dotation globale d'au moins 500 000 $.
Pour un tournoi Super Series, le joueur percevra un gain à partir du moment où il sera sorti de poules. Les gains sont distribués ainsi :
{\displaystyle Total\ des\ gains\ X\ {\frac {Pourcentage}{100}}}
| Tour                  | Simple hommes | Simple dames | Double hommes | Double dames | Double mixte |
| --------------------- | ------------- | ------------ | ------------- | ------------ | ------------ |
| Vainqueur             | 7,5 %         | 7,5 %        | 7,9 %         | 7,9 %        | 7,9 %        |
| Finaliste             | 3,8 %         | 3,8 %        | 3,8 %         | 3,8 %        | 3,8 %        |
| Demi-finaliste        | 1,45 %        | 1,45 %       | 1,4 %         | 1,4 %        | 1,4 %        |
| Quart de finaliste    | 0,6 %         | 0,6 %        | 0,725 %       | 0,725 %      | 0,725 %      |
| Huitième de finaliste | 0,35 %        | 0,35 %       | 0,375 %       | 0,375 %      | 0,375 %      |

### Points pour le classement mondial
Afin d'uniformiser l'ensemble des tournois de badminton, la Fédération internationale de badminton a également mis en place un nouveau classement mondial en 2007. Les points sont calculés sur la base des résultats atteints par un joueur ou une paire, y compris le tour des qualifications. Ce système permet également de déterminer les joueurs qui pourront participer au super Series Masters Finals.
Les points sont attribués ainsi :
| Tournoi                     | Vainqueur | Finaliste | 1/2   | 1/4   | 1/8e  | 1/16e | 1/32e | 1/64e |
| --------------------------- | --------- | --------- | ----- | ----- | ----- | ----- | ----- | ----- |
| Super Series Masters Finals | 11 000    | 9 350     | 7 700 | 6 050 | 4 320 | 2 660 | 1 060 | 520   |
| Super Series Premier        | 11 000    | 9 350     | 7 700 | 6 050 | 4 320 | 2 660 | 1 060 | 520   |
| Super Series                | 9 200     | 7 800     | 6 420 | 5 040 | 3 600 | 2 220 | 880   | 430   |

### Inscriptions
Les inscriptions doivent être effectuées 5 semaines avant le début du tournoi. Seuls 32 joueurs ou paires jouent le tour principal. Parmi ces 32 joueurs ou paires, seuls 8 sont tirés au sort à chaque tournoi. Chaque événement a 28 joueurs ou paires parmi les mieux classés au classement mondial, et 4 qualifiés.
Chaque tournoi Super Series se déroule en 6 jours, avec le tour principal en 5 jours.

### Obligations des joueurs
Depuis 2011, les 10 premiers joueurs ou paires dans chaque discipline au classement mondial doivent participer à tous les Super Series Premier et à un minimum de 4 tournois Super Series par année civile complète. Les joueurs qui se qualifient pour les Super Masters Series Finals sont tenus d'y participer. Ceux qui déclarent forfait sans justification médicale ou qui n'ont pas de motif sérieux pour ne pas jouer encourent une amende,.

### Arbitres
En 2007, l'organisateur pouvait nommer des arbitres locaux. Face au tollé que cela a engendré de la part de plusieurs joueurs, la désignation des officiels a changé. Depuis 2008, chacun des tournois Super Series doit présenter 8 arbitres internationaux certifiés et accrédités. Les règlements actuels stipulent qu'au moins 6 arbitres doivent faire partie d'autres pays que celui organisateur de l’événement, qu'au moins 4 doivent être des arbitres BWF et 2 des arbitres continentaux certifiés.

### Super Series et Super Series Premier

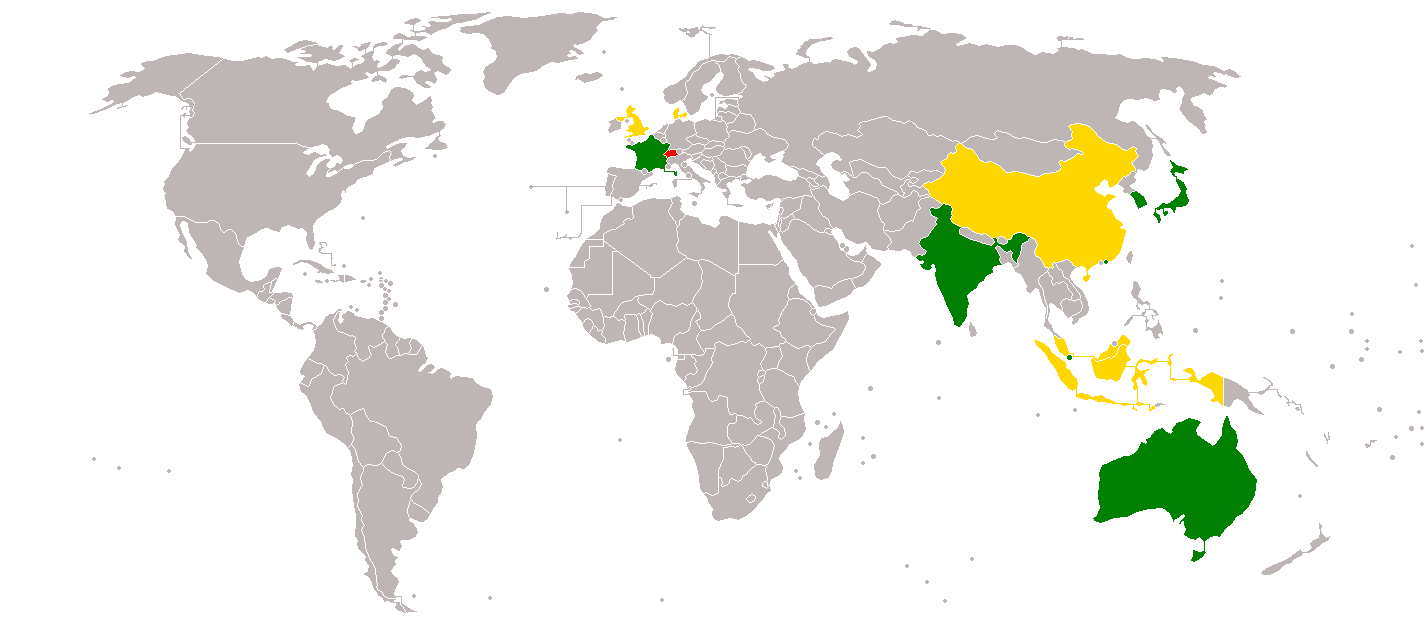
Pays qui accueillent des tournois
Super Series Premier
Super Series
Arrêté

Tous les 3 ans, le Conseil de la Fédération internationale de badminton examine les demandes des pays qui souhaitent accueillir un tournoi Super Series Premier ou Super Series.
Par le passé, 14 tournois avaient lieu dans 13 pays différents, la Chine étant le seul pays à avoir accueilli 2 tournois par saison, entre 2007 et 2013. Depuis 2014, la Confédération de badminton d'Océanie accueille un tournoi Super Series.
| Tournoi              | Année           | Année           | Année           | Année           | Année           | Année           | Année           | Année           | Année           | Année           | Année           |
| Tournoi              | 2007            | 2008            | 2009            | 2010            | 2011            | 2012            | 2013            | 2014            | 2015            | 2016            | 2017            |
| -------------------- | --------------- | --------------- | --------------- | --------------- | --------------- | --------------- | --------------- | --------------- | --------------- | --------------- | --------------- |
| Open d'Angleterre    |                 |                 |                 |                 |                 |                 |                 |                 |                 |                 |                 |
| Open d'Australie     |                 |                 |                 |                 |                 |                 |                 |                 |                 |                 |                 |
| Masters de Chine     |                 |                 |                 |                 |                 |                 |                 | Grand Prix Gold | Grand Prix Gold | Grand Prix Gold | Grand Prix Gold |
| Open de Chine        |                 |                 |                 |                 |                 |                 |                 |                 |                 |                 |                 |
| Open du Danemark     |                 |                 |                 |                 |                 |                 |                 |                 |                 |                 |                 |
| Open de France       |                 |                 |                 |                 |                 |                 |                 |                 |                 |                 |                 |
| Open de Hong Kong    |                 |                 |                 |                 |                 |                 |                 |                 |                 |                 |                 |
| Open d'Inde          | Grand Prix Gold | Grand Prix Gold | Grand Prix Gold | Grand Prix Gold |                 |                 |                 |                 |                 |                 |                 |
| Open d'Indonésie     |                 |                 |                 |                 |                 |                 |                 |                 |                 |                 |                 |
| Open du Japon        |                 |                 |                 |                 |                 |                 |                 |                 |                 |                 |                 |
| Open de Corée du Sud |                 |                 |                 |                 |                 |                 |                 |                 |                 |                 |                 |
| Open de Malaisie     |                 |                 |                 |                 |                 |                 |                 |                 |                 |                 |                 |
| Open de Singapour    |                 |                 |                 |                 |                 |                 |                 |                 |                 |                 |                 |
| Open de Suisse       |                 |                 |                 |                 | Grand Prix Gold | Grand Prix Gold | Grand Prix Gold | Grand Prix Gold | Grand Prix Gold | Grand Prix Gold | Grand Prix Gold |

- Super Series
- Super Series Premier

### Super Series Masters Finals
Le Masters Finals est un tournoi annuel qui se déroule en fin de saison, à la fin du circuit Super Series et Super Series Premier. La dotation de ce tournoi est d'au moins 500 000 $.
Pour être sélectionné, il faut faire partie des 8 meilleur(e)s joueur(euse)s / paires au classement de la BWF. Il ne peut pas y avoir plus de 2 joueurs / paires d'un même pays. Si des joueurs / paires sont à égalité de points, la sélection est opérée en choisissant ceux qui ont participé au plus grand nombre de tournois Super Series et, s'il y a encore égalité, ceux ayant collecté le plus de points dans les tournois Super Series à partir du 1er juillet.

## Caractéristiques à partir de la saison 2018
À compter de la saison 2018, la structure des tournois de la BWF est profondément restructurée. Désormais, ce seront pas moins de 27 tournois qui prendront le nom de Superseries (BWF World Tour), englobant de ce fait une bonne partie des anciens tournois Grand Prix Gold. Le nouveau découpage du circuit est le suivant :
- Niveau 1 : Finales des Superseries, dotation de 1,5 million de dollars ;
- Niveau 2 : Chine, Angleterre et Indonésie avec une dotation de 1 million de dollars ;
- Niveau 3 : Chine, Danemark, France, Japon et Malaisie avec une dotation de 700 000 dollars ;
- Niveau 4 : Hong Kong, Inde, Indonésie, Corée du Sud, Malaisie, Singapour et Thaïlande avec une dotation de 350 000 dollars ;
- Niveau 5 : Australie, Taïwan, Allemagne, Inde, Corée du Sud, Macao, Nouvelle-Zélande, Espagne, Suisse, Thaïlande et États-Unis avec une dotation de 150 000 dollars.